# 城隍庙 (原州区)
城隍庙 (原州区)，位于宁夏回族自治区固原市原州区粮食局副食厂院内，是中华人民共和国宁夏回族自治区文物保护单位之一。
2005年9月15日，授予宁夏回族自治区文物保护单位，是一座近现代重要史迹及代表性建筑。